# Dipol (Physik)

Vektor eines Dipols, der aus zwei gegensätzlichen Ladungen beliebiger Art besteht.

Ein Dipol (von altgriechisch δι- di-, deutsch ‚zwei‘ (Präfix), und πόλος pólos, deutsch ‚Achse, Pol‘) ist die physikalische Anordnung zweier zueinander entgegengesetzter allgemeiner Ladungen, bspw. elektrischer Ladungen oder beim magnetischen Dipol Austrittsflächen des magnetischen Felds aus einem Körper. Da sich die entgegengesetzten Ladungen gegenseitig kompensieren, trägt der Dipol insgesamt keine Ladung.
Der Dipol wird charakterisiert durch den Abstand {\displaystyle \textstyle {\vec {d}}} und den Betrag der entgegengesetzten Ladungen {\displaystyle \textstyle q}.
Das Produkt aus diesen beiden Größen ist das Dipolmoment {\displaystyle \textstyle {\vec {p}}:={\vec {d}}\cdot q} in der Multipolentwicklung seines Fernfelds.
In dieser Betrachtung lässt sich der tatsächliche Dipol gleichwertig durch einen ausdehnungslosen Dipol mit gleichem Dipolmoment ersetzen, der in seinem Zentrum angesiedelt ist (sog. „Dipol-Limes“).
Ein Dipol kann beispielsweise aus elektrischen Ladungen erzeugt werden, kann aber auch ohne räumlich trennbare Ladungen existieren wie beim magnetischen Dipol (es gibt nur fiktive, keine realen magnetischen Ladungen!).
Neben dem Elektromagnetismus treten Dipole noch in verschiedenen anderen Bereichen auf wie Akustik oder Fluiddynamik. Charakteristisch ist immer die Richtungsabhängigkeit und die Abnahme des erzeugten Feldes mit {\displaystyle \textstyle {\frac {1}{r^{3}}}} bei Abständen {\displaystyle \textstyle r\gg \left\vert {\vec {d}}\right\vert }.
Der Begriff des Dipols ist in seiner Bedeutung nicht identisch mit dem des Zweipols, welcher eine bestimmte Gruppe elektrischer Schaltungen beschreibt.

## Vorkommen

### Elektrische Dipole
Elektrische Dipole erfordern die Trennung von Ladungen. Auf molekularer Ebene werden elektrische Dipole beispielsweise von asymmetrischen Molekülen (Dipolmolekülen) wie z. B. dem Wassermolekül erzeugt.
Auch in biologischen Muskel- und Nervenfasern entstehen elektrische Dipolmomente durch aufgebaute Spannungen, die beispielsweise beim Elektrokardiogramm gemessen werden können.
Elektrische Dipole verursachen ein elektrisches Feld in ihrer Umgebung und können elektromagnetische Wellen aussenden, siehe auch Dipolantenne.

### Magnetische Dipole

Magnetisches Dipolfeld der Erde

Wegen des Fehlens wirklicher magnetischer Monopole gehen magnetische Felder immer von magnetischen Dipolen und deren Überlagerungen aus. Daher sind im Magnetismus auch makroskopisch gesehen offensichtliche Dipolfelder sehr häufig. Ein langer Stabmagnet lässt sich in guter Näherung als magnetischer Dipol beschreiben. Auch das Magnetfeld der Erde ähnelt im Außenbereich einem Dipolfeld mit Dipolachse von Nord nach Süd.
Ein magnetischer Dipol entsteht generell aus einer stromumflossenen Fläche oder ist mit dem Spin von Teilchen verbunden.
Als Dipolmagnet werden auch größere Konfigurationen bezeichnet, deren Feld kein reines Dipolfeld, aber diesem ähnlich ist, im Gegensatz zu Quadrupolmagneten und noch höheren Ordnungen der Multipolentwicklung.

### Zeitlich variable Dipole
Ein statisches Dipolfeld verringert sich {\displaystyle \sim 1/r^{3}} ({\displaystyle r}: Entfernung). Für große Entfernungen nimmt die umschlossene Oberfläche mit {\displaystyle \sim r^{2}} zu, das Produkt geht aber mit {\displaystyle \sim 1/r} gegen Null. In großem Abstand verschwindet daher der elektrische Fluss des Dipolfelds. Das folgt auch unmittelbar aus der Anschauung: aus großer Entfernung sind die Pole räumlich nicht mehr zu unterscheiden, ihre Feldbeiträge heben sich auf.
Zeitlich veränderliche Dipole verhalten sich grundsätzlich anders. Ein mathematisches Modell eines einfachen variablen Dipols ist der Hertzsche Dipol. Systeme mit Ausdehnungen in der Größenordnung der Wellenlänge heißen Dipolantennen.

## Physikalische Beschreibung
Jeder Dipol ist durch sein Dipolmoment charakterisiert, eine vektorielle Größe, welche Richtung und Betrag besitzt. Dabei steht {\displaystyle {\vec {p}}} für ein elektrisches Dipolmoment und im Folgenden für ein beliebiges Dipolmoment, wohingegen ein magnetisches Dipolmoment in der Regel mit {\displaystyle {\vec {m}}} bezeichnet wird.

### Physikalischer Dipol
Ein physikalischer Dipol besteht aus zwei gegensätzlichen Ladungen {\displaystyle \pm q} in hinreichend kurzem Abstand d. Das Dipolmoment ist definiert als
{\displaystyle {\vec {p}}=q\cdot {\vec {d}}\,.}
{\displaystyle {\vec {d}}} zeigt dabei von der negativen zur positiven Ladung.
Das Feld in großer Entfernung, d. h. für {\displaystyle |r|\gg d}, hängt dann nur noch von {\displaystyle {\vec {p}}} ab und nicht mehr von q und d einzeln. Je größer der Abstand, desto mehr nähert sich das Feld dem eines Punktdipols an. Bei kleinen Abständen weicht das Feld davon ab, was sich auch durch nichtverschwindende höhere Multipolmomente zeigt.

### Punktdipol

Feldlinien eines Punktdipols

Der Punktdipol entsteht, wenn ein ausgedehnter Dipol ohne Monopolmoment auf einen Punkt verkleinert wird, ohne dabei das Dipolmoment zu ändern. Das entspricht dem Grenzfall bei großen Abständen und führt zur Ladungsverteilung
{\displaystyle \rho ({\vec {r}})=-({\vec {p}}\cdot {\vec {\nabla }})\,\delta ({\vec {r}})}
unter Verwendung
- des Nabla-Operators {\displaystyle {\vec {\nabla }}}
- der Delta-Funktion {\displaystyle \delta ({\vec {r}}).}

Ein im Ursprung des Koordinatensystems liegender Punktdipol erzeugt das Feldpotential
{\displaystyle \phi ({\vec {r}})={\frac {1}{4\pi \varepsilon _{0}}}{\frac {{\vec {p}}\cdot {\vec {r}}}{r^{3}}}={\frac {1}{4\pi \varepsilon _{0}}}{\frac {p\cdot \cos(\theta )}{r^{2}}}}
unter Verwendung
- des Polarwinkels {\displaystyle \theta } (gemessen von der Dipolachse)
- der elektrischen Feldkonstanten {\displaystyle \varepsilon _{0}}

und das Vektorfeld
{\displaystyle {\vec {E}}({\vec {r}})={\frac {1}{4\pi \varepsilon _{0}}}\left(3\,{\frac {{\vec {p}}\cdot {\vec {r}}}{r^{5}}}\,{\vec {r}}-{\frac {1}{r^{3}}}\,{\vec {p}}\right)={\frac {1}{4\pi \varepsilon _{0}}}{\frac {p}{r^{3}}}\left(2\cos(\theta )\cdot {\hat {r}}+\sin(\theta )\cdot {\hat {\theta }}\right)}
unter Verwendung
- der Einheitsvektoren {\displaystyle {\hat {v}}.}

### Dipol in der Multipolentwicklung
Felder, die aus einer räumlich begrenzten Ladungsverteilung entstehen, lassen sich durch die Multipolentwicklung nach verschiedenen Anteilen aufspalten, die bei großen Abständen verschieden schnell abfallen. Bei großen Abständen dominiert dann immer der erste nichtverschwindende Term. Der Dipolterm als zweiter Term in der Entwicklung kommt daher besonders zum Tragen, wenn der Monopolterm (Gesamtladung) verschwindet. Eine beliebige Ladungsverteilung besitzt dann das Dipolmoment
{\displaystyle {\vec {p}}=\sum _{i}q_{i}\cdot {\vec {r}}_{i}.}
Falls der Monopolterm allerdings nicht verschwindet, so lässt sich der Wert des Dipolmoments durch Verschiebung des Koordinatenursprungs verändern und ist somit nicht eindeutig definiert.
Der nächsthöhere Term ist das Quadrupolmoment, dessen Feld mit {\displaystyle 1/{r^{4}}} abnimmt.

### Dipol im äußeren Feld
Ein Dipol in einem äußeren Feld, das nicht von ihm selbst erzeugt wird, – (elektrisches Feld {\displaystyle {\vec {E}}} bzw. magnetisches Feld {\displaystyle {\vec {B}}}) – besitzt die potentielle Energie:
{\displaystyle V=-{\vec {p}}\cdot {\vec {E}}} bzw.
{\displaystyle V=-{\vec {m}}\cdot {\vec {B}}.}
In einem inhomogenen äußeren Feld wirkt auf einen Dipol die Kraft:
{\displaystyle {\vec {F}}={\vec {\nabla }}({\vec {p}}\cdot {\vec {E}})} bzw.
{\displaystyle {\vec {F}}=({\vec {\nabla }}\otimes {\vec {B}}){\vec {m}}.}
Diese beiden Ausdrücke sind über die Graßmann-Identität mathematisch identisch, wenn das Magnetfeld rotationsfrei ist.
Manchmal benutzt man deshalb auch eine leicht unterschiedliche, äquivalente Konvention für die Definition des magnetischen Moments, nämlich
{\displaystyle {\vec {m}}_{H}:=\mu _{0}\,{\vec {m}}}
mit der magnetischen Feldkonstante {\displaystyle \mu _{0}.}
Somit ist im magnetischen Fall alternativ
{\displaystyle {\vec {F}}=({\vec {\nabla }}\otimes {\vec {H}}){\vec {m}}_{H}}
mit der magnetischen Feldstärke {\displaystyle {\vec {H}}=\mu ^{-1}{\vec {B}}.} Dies hat u. a. deshalb Vorteile, weil die im Festkörpermagnetismus wichtige Größe der Magnetisierung eines Permanentmagneten dieselbe physikalische Dimension wie {\displaystyle {\vec {H}}} hat (und nicht wie {\displaystyle {\vec {B}}}).
Zeigt ein Dipol nicht in Richtung eines äußeren Feldes, so wirkt auf ihn ein Drehmoment:
{\displaystyle {\vec {M}}={\vec {p}}\times {\vec {E}}} bzw.
{\displaystyle {\vec {M}}={\vec {m}}\times {\vec {B}}\Leftrightarrow {\vec {M}}={\vec {m}}_{H}\times {\vec {H}}.}
Befinden sich zwei Dipole im Feld des jeweils anderen, so entstehen Dipol-Dipol-Kräfte, die entsprechend dem Feldgradienten mit {\displaystyle 1/{r^{4}}} abnehmen.